# Dům U Kamenného beránka
Dům U Kamenného beránka v Praze (též Lékárna U Bílého jednorožce nebo jen Dům u Bílého jednorožce, německy Haus Zum weißen Einhorn) je historická budova na Staroměstském náměstí čp. 551/17 v městské části Praha 1-Staré Město. Od roku 1964 je kulturní památkou.

## Poloha
Dům se nachází na jižní straně Staroměstského náměstí při ústí Celetné ulice, vedle budovy Nakladatelství Štorch se sgrafitem svatého Václava od Mikoláše Alše.
Na východní straně Staroměstského náměstí se nachází ještě jeden dům s názvem U Bílého jednorožce, říká se mu také Trčkovský (čp. 603/15). Nárožní dům čp. 548/2 na jižní straně náměstí se jmenuje U Zlatého jednorožce.

## Popis a historie
Původně románský dům na Staroměstském náměstí č. p. 551 dle některých historiků patřil k nejstarším v Praze. Tomu napovídají románské základy domů. Dům byl několikrát přestavován. Z doby okolo roku 1520 pochází raně renesanční portál. Na počátku 17. století byl dům zvýšen o třetí patro; z té doby je i velký štít budovy. Po požáru v květnu 1945 byly interiéry kompletně rekonstruovány.

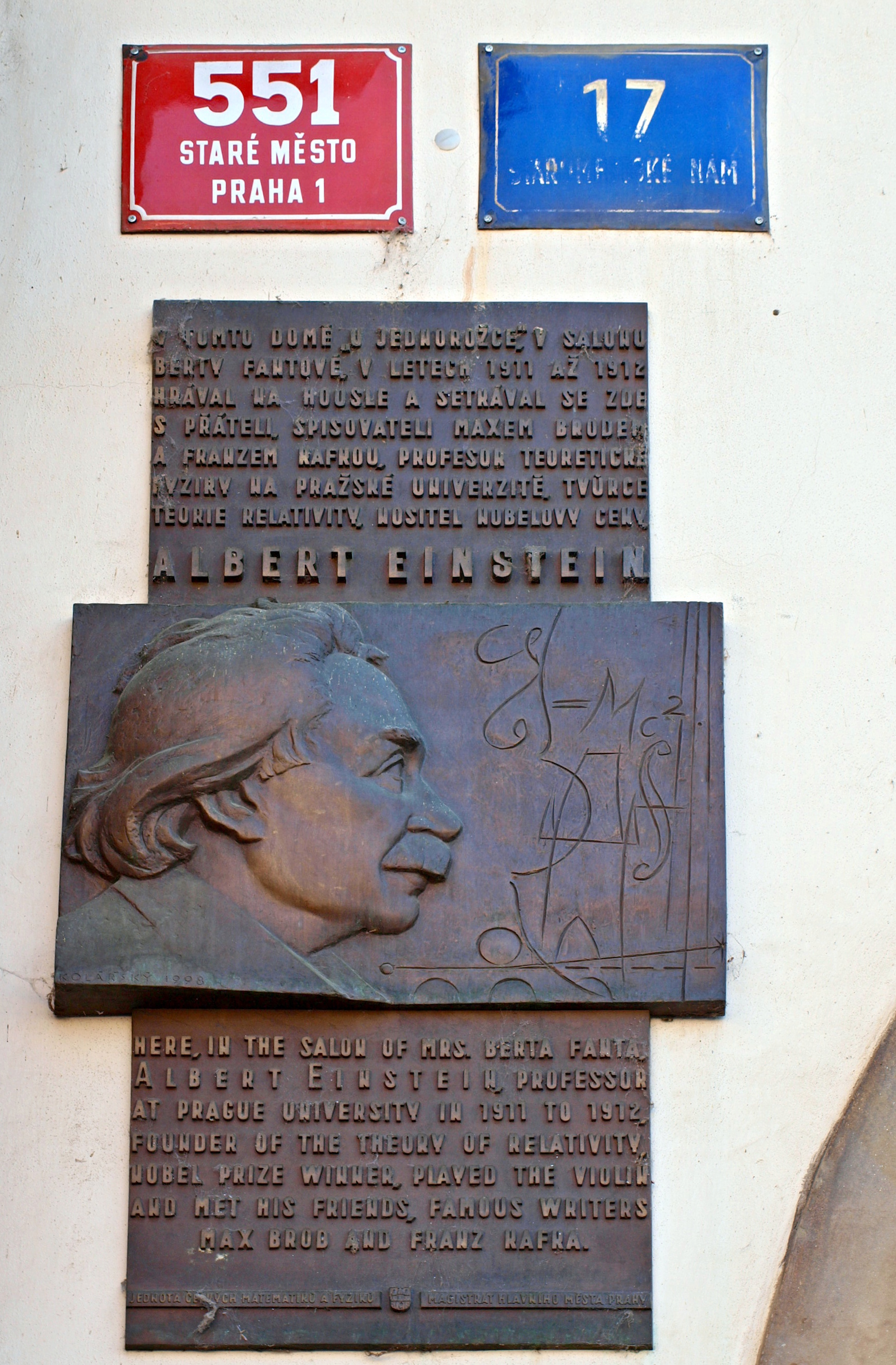
Dům U bílého jednorožce - pamětní deska Alberta Einsteina a salonu Berty Fantové

Název domu U Kamenného beránka je doložen v roce 1452 a byl používán do konce 18. století. Poté již dům sloužil jako lékárna s názvem „U Bílého jednorožce“. Podle některých zdrojů název U Jednorožce vznikl omylem podle původního domovního znamení vedle balkonu ve druhém podlaží, které znázorňovalo hlavu berana, jemuž však upadl jeden roh.
Dům měl několik majitelů, podle nich byl kdysi nazýván i Pelechovský a pak Trčkovský. Na počátku 17. století ho vlastnil jeden z direktorů Českého království Václav Šťastný Pětipeský. Později byl významným majitelem PhMr. Max Fanta (1858–1925), vynálezce tzv. Fantovy misky.
Na přelomu 19. a 20. století provozovala v domě U Jednorožce manželka Maxe Fanty Berta Fantová, intelektuálka, příležitostná spisovatelka a antroposofka, literární a kulturní salon, kde se scházely významné osobnosti tehdejší Prahy, mezi nimi Franz Kafka, Max Brod, Franz Werfel, Samuel Hugo Bergmann. Mezi hosty patřili např. také antroposof Rudolf Steiner, filosof Christian von Ehrenfels nebo fyzik Albert Einstein, jenž zde v letech 1911–1912 hrával na housle duety s klavíristkou Otýlií Nagelovou. Einsteinovým návštěvám je věnována pamětní deska s reliéfem fyzikovy hlavy s českým a anglickým textem:
V tomto domě „U Jednorožce“ v salonu Berty Fantové v letech 1911 až 1912 hrával na housle a setkával se zde s přáteli, spisovateli Maxem Brodem a Franzem Kafkou, profesor teoretické fyziky na pražské univerzitě, tvůrce teorie relativity, nositel Nobelovy ceny Albert Einstein.

Od začátku 90. let 20. století do roku 2011 v domě fungovalo knihkupectví U Jednorožce, specializované na knihy žánru sci-fi a fantasy.